# Station Fushimi
Station Fushimi (伏見駅, Fushimi-eki) is een spoorwegstation in de wijk Fushimi-ku in de Japanse stad Kyoto. Het wordt aangedaan door de Kyoto-lijn. Het station heeft twee sporen, gelegen aan twee zijperrons.

## Treindienst

### Kintetsu
| 1 | ■ Kyoto-lijn | richting Kintetsu Tambabashi, Shin-Tanabe en Yamato-Saidaiji |
| 2 | ■ Kyoto-lijn | richting Kyoto                                               |

## Geschiedenis
Het eerste station werd in 1895 geopend door Nara Tetsudō. In 1921 werd het station gesloten om in 1928 weer geopend te worden.

## Overig openbaar vervoer
Bus 81 van het stadsnetwerk van Kyoto.
Kyoto · Tōji · Jūjō · Kamitobaguchi · Takeda · Fushimi · Kintetsu Tambabashi · Momoyama-Goryō-mae · Mukaijima · Ogura · Iseda · Ōkubo · Kutsukawa · Terada · Tonoshō · Shin-Tanabe · Kōdo · Miyamaki · Kintetsu Miyazu · Komada · Shin-Hōsono · Kizugawadai · Yamadagawa · Takanohara · Heijō · Yamato-Saidaiji (>> Nara-lijn · Kashihara-lijn)